# Guida d'onda dielettrica non radiativa

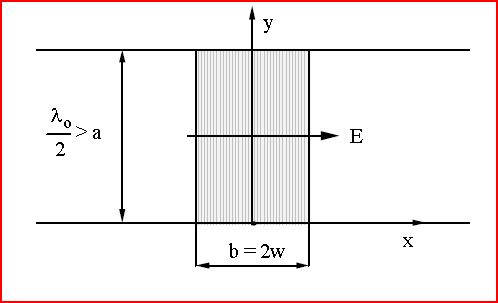
Figura 1

La Non-Radiative Dielectric (NRD) waveguide (guida d'onda dielettrica non radiativa) è una particolare guida d'onda utilizzata nei circuiti integrati a onde millimetriche.

## Introduzione
La guida d'onda NRD (Non-Radiative Dielectric) è stata introdotta da Yoneyama e Nishida [1] nel 1981. Si tratta di una barretta di materiale dielettrico, di sezione rettangolare, di altezza a e larghezza b, interposta fra due piatti metallici paralleli, di opportuna larghezza. La struttura è quindi sostanzialmente identica a quella della guida d'onda ad H, proposta da Tischer nel 1953 [2] [3]. L'inserimento della barretta dielettrica fra i due piatti consente di confinare il campo elettromagnetico nelle vicinanze della regione dielettrica stessa, mentre all'esterno si ha un decadimento esponenziale del campo stesso. Pertanto, se i piatti metallici sono di larghezza sufficiente, il campo risulta praticamente trascurabile al termine dei piatti, e quindi la situazione non differisce sensibilmente dal caso ideale di piatti che si estendano all'infinito. La polarizzazione del campo elettrico per il modo desiderato risulta prevalentemente parallela alle pareti conduttrici. Se il campo elettrico risulta parallelo alle pareti, le perdite per conduzione nelle pareti metalliche diminuiscono al crescere della frequenza, mentre, se il campo risulta perpendicolare alle pareti, le perdite crescono al crescere della frequenza. Dal momento che la guida d'onda NRD è stata ideata per l'impiego nel campo delle onde millimetriche, la polarizzazione prescelta minimizza le perdite ohmiche nelle pareti metalliche.
La differenza essenziale fra la guida ad H e la guida NRD sta nel fatto che in quest'ultima la spaziatura fra i piatti metallici è minore di metà lunghezza d'onda nel vuoto, mentre nel caso della guida d'onda ad H tale spaziatura è maggiore. Infatti le perdite per conduzione nei piatti metallici diminuiscono al crescere della spaziatura stessa. Pertanto, nella guida d'onda ad H, prevista come mezzo trasmissivo per lunghi percorsi, tale distanza è maggiore. La guida d'onda NRD, invece, è prevista per applicazioni per circuiti integrati a onde millimetriche, per i quali sono utilizzati tratti molto brevi. Non ha dunque molta importanza l'aumento delle perdite.
La scelta di una piccola spaziatura fra i piatti metallici ha, invece, la fondamentale conseguenza che il modo desiderato risulta sotto cutoff nelle regioni d'aria esterne. In questo modo una qualsiasi discontinuità, come una curva o una giunzione, diviene puramente reattiva. Ciò permette di minimizzare problemi di radiazione (donde il nome di guida non radiativa) e di interferenza, caratteristiche queste di vitale importanza nelle applicazioni per circuiti integrati. Nel caso invece della guida d'onda ad H le discontinuità suddette provocano fenomeni di radiazione e interferenza, poiché il modo desiderato, essendo sopra cutoff, può propagarsi verso l'esterno. Occorre comunque prestare attenzione al fatto che, se le discontinuità suddette modificano la simmetria della struttura rispetto al piano mediano orizzontale, si ha comunque irradiazione, sotto forma del modo TEM della guida a piatti metallici paralleli, modo che risulta comunque sopra cutoff, per quanto piccola sia la distanza fra i piatti stessi. Questo aspetto va comunque considerato nel progetto dei vari componenti e giunzioni, come pure va prestata attenzione all'aderenza fra le pareti metalliche e la barretta dielettrica, poiché possono generarsi i suddetti fenomeni di perdite [4]. Questo perché in generale una qualsiasi asimmetria nella sezione trasversale trasforma un modo confinato in un modo "leaky".

## Relazione di dispersione della guida d'onda NRD

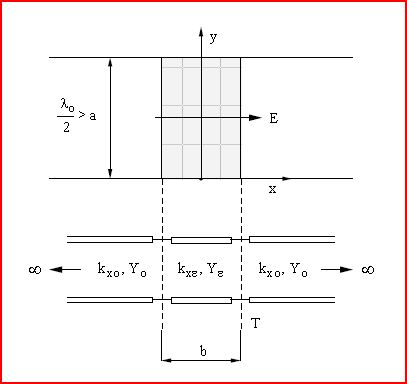
Figura 2

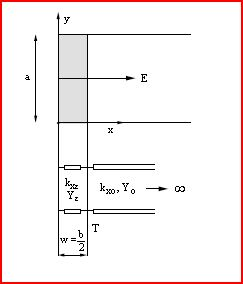
Figura 3

Come in ogni struttura guidante, anche per la guida d'onda NRD risulta di fondamentale importanza conoscere la relazione di dispersione, ossia l'equazione che fornisce la costante di propagazione longitudinale {\displaystyle k_{z}=\beta -j\alpha } in funzione della frequenza e dei parametri geometrici, per i vari modi della struttura. Tale relazione, tuttavia, in questo caso non è esprimibile in forma esplicita, come si verifica nel caso più elementare della guida d'onda rettangolare, ma risulta in modo implicito dalla soluzione di un'equazione trascendente.

## Metodo della risonanza trasversa
Per ottenere tale equazione è possibile procedere in due modi. Una prima possibilità, più semplice dal punto di visto analitico, consiste nell'applicare il cosiddetto metodo della risonanza trasversa [5]. Si tratta sostanzialmente di ricavare per la struttura in esame una rete equivalente trasversa a costanti distribuite, e applicare poi alla rete stessa la condizione di risonanza lungo una direzione trasversale. Questa condizione conduce a un'equazione trascendente che, risolta numericamente, fornisce possibili valori per il numero d'onda trasversale. Sfruttando poi la nota relazione di separabilità che lega i numeri d'onda nelle varie direzioni e la frequenza, è possibile ricavare i valori per la costante di propagazione longitudinale kz per i vari modi.
Si fa l'ipotesi di trascurare le perdite per radiazione dovute al fatto che, in realtà, i piatti metallici sono di larghezza finita. Infatti, supponendo che il campo, evanescente nelle regioni d'aria esterne, sia trascurabile in corrispondenza all'apertura, si può pensare che il campo "non veda" la terminazione della linea, e quindi la situazione coincida sostanzialmente col caso ideale di piatti metallici di larghezza infinita. Si può dunque assumere per la struttura la rete equivalente trasversa mostrata in Fig. 2. In essa kxε   e kxo sono i numeri d'onda nella direzione trasversa x, rispettivamente nel dielettrico e nell'aria,  Yε    e Yo sono le rispettive ammettenze caratteristiche della linea di trasmissione equivalente. La presenza dei piatti metallici, supposti perfettamente conduttori, impone i valori possibili per il numero d'onda nella direzione verticale y:
{\displaystyle k_{y}={\frac {m\pi }{a}}}  , con m = 0, 1, 2, ... Tali valori sono gli stessi sia nell'aria che nel dielettrico.
I numeri d'onda sono, come già detto, legati dalle relazioni di separabilità. Nell'aria, assimilandola al vuoto, si ha:
{\displaystyle k_{o}^{2}=\left({\frac {2\pi }{\lambda _{o}}}\right)^{2}=k_{xo}^{2}+k_{y}^{2}+k_{z}^{2}=-\left|k_{xo}\right|^{2}+k_{y}^{2}+\beta ^{2}\ \ \ \ (1)}
essendo {\displaystyle k_{o}} e {\displaystyle \lambda _{o}} il numero d'onda e la lunghezza d'onda nel vuoto, rispettivamente. Si è posto kz = β essendo la struttura non irradiante e supposta priva di perdite, e inoltre {\displaystyle k_{xo}=-j\left|k_{xo}\right|}, dovendo il campo essere evanescente nelle regioni d'aria. Nella regione dielettrica si ha invece:
{\displaystyle k^{2}=k_{o}^{2}\varepsilon _{r}=\left({\frac {2\pi }{\lambda }}\right)^{2}=k_{x\varepsilon }^{2}+k_{y}^{2}+k_{z}^{2}=k_{x\varepsilon }^{2}+k_{y}^{2}+\beta ^{2}\ \ \ \ \ \ (2)}
essendo k e {\displaystyle \lambda } il numero d'onda e la lunghezza d'onda nel dielettrico rispettivamente, ed {\displaystyle \varepsilon _{r}} la costante dielettrica relativa.
Al contrario di {\displaystyle k_{xo}}, {\displaystyle k_{x\epsilon }}   è reale, corrispondendo a una configurazione di onde stazionarie all'interno del dielettrico. I numeri d'onda {\displaystyle k_{y}} e  {\displaystyle k_{z}}, tangenziali all'interfaccia aria-dielettrico, sono uguali in tutte le regioni. Questo fatto è ovviamente legato alle condizioni di continuità delle componenti tangenziali del campo elettrico e di quello magnetico in corrispondenza all'interfaccia. A tali condizioni corrisponde, nella linea di trasmissione equivalente, la continuità della tensione e della corrente.
Si è visto dunque come l'impiego del metodo della risonanza trasversa tenga conto in modo automatico delle condizioni al contorno imposte dalle pareti metalliche e delle condizioni di continuità all'interfaccia aria-dielettrico.
Passando ora in rassegna i possibili modi trasversi, si ha che nelle regioni d'aria, essendo  {\displaystyle a<{\frac {\lambda _{o}}{2}}} , si può propagare lungo x solo il modo con m=0, che è un TEM viaggiante obliquamente nel piano xz, con le tre componenti di campo  {\displaystyle E_{y},H_{x},H_{z}}. Tale modo risulta sempre sopra cutoff, per quanto piccolo sia a, però non viene eccitato, se la simmetria della struttura rispetto al piano mediano y = a/2  è mantenuta. Infatti, se la struttura è simmetrica, non si eccitano modi con polarizzazioni diverse da quella del campo in ingresso.
Nella regione dielettrica invece si ha {\displaystyle \lambda ={\frac {\lambda _{o}}{\sqrt {\varepsilon _{r}}}}}  , per cui {\displaystyle {\frac {a}{\lambda }}={\frac {a}{\lambda _{o}}}{\sqrt {\varepsilon _{r}}}}  . Affinché il modo con indice m sia sopra cutoff deve essere a/λ > m/2. Scegliendo ad esempio  εr = 2.56 (polistirene) e a/λo = 0.45  (frequenza f=50 GHz, per cui  λo = 6 mm, e a=2.7 mm), ne segue che nella regione dielettrica sono sopra cutoff i modi con m=1. Infatti si ha:
a/λ=0.72, che è maggiore di 1/2, ma minore di 1, per cui i modi con m=2 sono sotto cutoff.
Nella guida d'onda NRD, così come nella guida d'onda ad H, la presenza della striscia dielettrica ha come conseguenza che le condizioni al contorno non possono essere soddisfatte da modi TEM, TM o TE (questi ultimi se m≠0) rispetto alla direzione longitudinale z. I modi della struttura saranno perciò modi ibridi, ossia con entrambe le componenti longitudinali diverse da zero.
Fortunatamente però il modo di interesse risulta un modo TM rispetto alla direzione orizzontale x, che è la direzione lungo la quale è stata adottata la linea di trasmissione equivalente. Pertanto, ricordando le note espressioni per le ammettenze caratteristiche dei modi TM, si ha:
{\displaystyle Y_{0}={\frac {\omega \varepsilon _{o}}{k_{xo}}}\ \ \ \ Y_{\varepsilon }={\frac {\omega \varepsilon _{o}\varepsilon _{r}}{k_{x\varepsilon }}}\ \ \ \ \ (3)}
essendo, come già visto, {\displaystyle k_{xo}=-j\left|k_{xo}\right|}
La rete equivalente trasversa in Fig. 2 è ulteriormente semplificabile facendo uso della simmetria geometrica della struttura rispetto al piano mediano verticale x=0, e tenendo conto della polarizzazione del campo elettrico per il modo desiderato, campo che risulta ortogonale al piano mediano stesso. In tal caso è possibile bisezionare la struttura con un piano metallico verticale senza con ciò mutare le condizioni al contorno e quindi la configurazione del campo elettromagnetico all'interno. A questo corrisponde, nella linea di trasmissione equivalente, una bisezione in corto circuito. Si ottiene dunque la rete semplificata mostrata in Fig. 3.
Si può quindi procedere all'applicazione della condizione di risonanza trasversa lungo la direzione orizzontale x, condizione che si può esprimere mediante la relazione:
{\displaystyle {\overleftarrow {Y}}+{\overrightarrow {Y}}=0}
ove    {\displaystyle \ \ {\overleftarrow {Y}}\ \ \ e\ \ \ {\overrightarrow {Y}}\ \ }   sono rispettivamente le ammettenze che si vedono guardando verso sinistra e verso destra lungo la linea, in una sezione di riferimento arbitraria T.
Scegliendo dunque la sezione di riferimento indicata in Fig. 3, si ha che {\displaystyle {\overrightarrow {Y}}=Y_{o}}  , essendo la linea indefinita verso destra. Guardando verso sinistra si ha invece:
{\displaystyle {\overleftarrow {Y}}=-jY_{\varepsilon }\cot(k_{x\varepsilon }w)}
Per cui applicando la condizione di risonanza si ha:
{\displaystyle -jY_{\varepsilon }\cot(k_{x\varepsilon }w)+Y_{o}=0}
e, sostituendo le espressioni delle ammettenze caratteristiche, si ricava l'equazione di dispersione:
{\displaystyle -j\varepsilon _{r}k_{xo}\cot(k_{x\varepsilon }w)+k_{x\varepsilon }=0\ \ \ \ (4)}
Essendo inoltre dalle (1) e (2):
{\displaystyle k_{xo}={\sqrt {{k_{o}^{2}}-\left({\frac {m\pi }{a}}\right)^{2}-\beta ^{2}}}=k_{o}{\sqrt {1-\left({\frac {m\pi }{ak_{o}}}\right)^{2}-{\frac {\beta ^{2}}{k_{o}}}}}}
{\displaystyle k_{x\epsilon }={\sqrt {{k_{o}^{2}\varepsilon _{r}}-\left({\frac {m\pi }{a}}\right)^{2}-\beta ^{2}}}=k_{o}{\sqrt {\varepsilon _{r}-\left({\frac {m\pi }{ak_{o}}}\right)^{2}-{\frac {\beta ^{2}}{k_{o}}}}}}
si può assumere come incognita normalizzata {\displaystyle {\frac {\beta }{k_{o}}}={\sqrt {\varepsilon _{\text{eff}}}}}  , ove {\displaystyle \varepsilon _{\text{eff}}}  è la cosiddetta costante dielettrica relativa efficace della guida.
La frequenza di taglio fc è ottenibile risolvendo l'equazione di dispersione in cui si ponga  β = 0, e si assuma come incognita la frequenza, contenuta in ko=(2π/c)f  .
È opportuno osservare che, a causa della presenza di due dielettrici, il problema risulta dipendente dalla frequenza, cioè non è possibile, dalla conoscenza della frequenza di taglio per certi valori dei parametri geometrici, risalire immediatamente al valore di β per una frequenza qualsiasi. Se ci fosse un solo dielettrico, di costante dielettrica e permeabilità  ε e μ, si avrebbe:
{\displaystyle \beta ={\sqrt {k^{2}-k_{t}^{2}}}={\sqrt {\omega ^{2}\mu \varepsilon -\omega _{c}^{2}\mu \varepsilon }}} .
Nel nostro caso invece occorre, per ciascun valore della frequenza, risolvere di nuovo l'equazione di dispersione.
Procedendo in modo duale si possono considerare modi TE rispetto ad x. Le espressioni per le ammettenze caratteristiche sono in tal caso:
{\displaystyle Y_{o}={\frac {k_{xo}}{\mu _{o}\omega }}\ \ \ ,\ \ \ \ Y_{\varepsilon }={\frac {k_{x\varepsilon }}{\mu _{o}\omega }}\ \ \ \ \ \ \ (5)}
avendo supposto  {\displaystyle \mu =\mu _{o}}.
Inoltre nel caso TE è il campo magnetico che risulta ortogonale rispetto al piano mediano x=0. In questo caso è possibile bisezionare la struttura con una parete magnetica perfetta, il che equivale nella linea equivalente a una bisezione con un circuito aperto, ottenendo il circuito mostrato in Fig. 4. Rispetto al piano T si avrà allora:
{\displaystyle {\overrightarrow {Y}}=Y_{o}\ \ \ ,\ \ \ {\overleftarrow {Y}}=jY_{\varepsilon }\tan(k_{x\varepsilon }w)}    , 
da cui si ottiene l'equazione di dispersione:
{\displaystyle jk_{x\varepsilon }\tan(k_{x\varepsilon }w)+k_{xo}=0\ \ \ (6)}
Ovviamente i risultati fin qui ottenuti per il comportamento dispersivo si potevano ottenere dalla rete equivalente trasversa completa, senza bisezioni, mostrata in Fig. 2. In quel caso si può scrivere, scegliendo il piano di riferimento T:
{\displaystyle {\overrightarrow {Y}}=Y_{o}\ \ \ \ \ \ \ \ {\overleftarrow {Y}}=Y_{\varepsilon }{\frac {Y_{o}+jY_{\varepsilon }\tan(k_{x\varepsilon }b)}{Y_{\varepsilon }+jY_{o}\tan(k_{x\varepsilon }b)}}}
per cui si ha:
{\displaystyle Y_{o}+Y_{\varepsilon }{\frac {Y_{o}+jY_{\varepsilon }\tan(k_{x\varepsilon }b)}{Y_{\varepsilon }+jY_{o}\tan(k_{x\varepsilon }b)}}=0\ \ \ \ \ \ \ \ \ (7)}
Bisognerà anche precisare se si considerano modi TM oppure TE rispetto a x, in modo da utilizzare nella relazione precedente le formule (3) oppure (5) per le rispettive ammettenze caratteristiche.
Si è visto che con il metodo della risonanza trasversa è possibile ottenere agevolmente l'equazione di dispersione per la guida d'onda NRD. Non è stata tuttavia considerata in dettaglio la struttura del campo elettromagnetico nelle tre regioni. Informazioni esaurienti possono essere ottenute con il metodo degli sviluppi modali.

## Determinazione dei modi ibridi

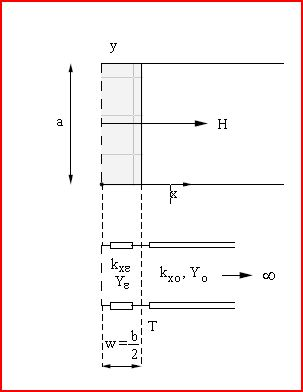
Figura 4

Con riferimento alla sezione trasversale della guida mostrata in Fig. 1, si considerino ora campi TM e TE rispetto alla direzione longitudinale z, direzione lungo la quale la guida è uniforme, ossia tutte le sezioni trasversali sono uguali in forma e dimensioni. Come si è già detto, nella guida d'onda NRD, non possono esistere modi TM o TE (questi ultimi per m≠0), rispetto a z, da soli, poiché non sono sufficienti a soddisfare le condizioni imposte dalla presenza della barretta dielettrica. È noto tuttavia che un modo di propagazione all'interno di una struttura guidante può essere espresso come sovrapposizione di un campo TM e di uno TE rispetto a z.
Inoltre i campi TM possono essere derivati da un potenziale vettore di Lorentz {\displaystyle {\underline {A}}}  avente soltanto la componente longitudinale. Il campo elettromagnetico {\displaystyle {\underline {E}}} ,  {\displaystyle {\underline {H}}} può poi essere dedotto dalle formule generali:
{\displaystyle {\underline {H}}=\triangledown \times {\underline {A}}\ \ \ \ \ ,\ \ \ \ \ \ {\underline {E}}=-j\omega \mu {\underline {A}}+{\frac {\triangledown \triangledown \cdot {\underline {A}}}{j\omega \varepsilon }}\ \ \ \ \ \ (8)}
In modo duale i campi TE possono derivarsi da un potenziale vettore {\displaystyle {\underline {F}}}  dotato soltanto della componente longitudinale. Il campo elettromagnetico sarà dato dalle:
{\displaystyle {\underline {E}}=-\triangledown \times {\underline {F}}\ \ \ \ \ \ ,\ \ \ \ \ \ {\underline {H}}=-j\omega {\underline {F}}+{\frac {\triangledown \triangledown \cdot {\underline {F}}}{j\omega \mu }}\ \ \ \ \ \ \ (9)}
Considerando ora l'uniformità della struttura lungo la direzione z, si può imporre la separazione della dipendenza longitudinale del potenziale, espressa da una funzione L(z), dalla dipendenza trasversale, espressa da una funzione T(x,y) sulla sezione trasversale. Si avrà pertanto, rispettivamente per i TM e per i TE: 
{\displaystyle {\underline {A}}=A_{z}{\underline {z_{o}}}=L^{TM}(z)T^{TM}(x,y){\underline {z_{o}}}\ \ \ \ \ \ \ (10)}
{\displaystyle {\underline {F}}=F_{z}{\underline {z_{o}}}=L^{TM}(z)T^{TM}(x,y){\underline {z_{o}}}\ \ \ \ \ \ (11)}
essendo {\displaystyle {\underline {z_{o}}}} il versore dell'asse z, e Az, Fz le componenti lungo z dei vettori {\displaystyle {\underline {A}}}  ed {\displaystyle {\underline {F}}} .
In una regione priva di origini, i potenziali devono soddisfare l'equazione differenziale di Helmholtz omogenea:
{\displaystyle \triangledown ^{2}A_{z}+k^{2}A_{z}=0\ \ \ \ \ \ (12)}
{\displaystyle \triangledown ^{2}F_{z}+k^{2}F_{z}=0\ \ \ \ \ \ (13)}
Introducendo la (10)  e la (11) nelle ultime due relazioni, si ricavano le equazioni per le funzioni L(z) e T(x,y), 
{\displaystyle {\frac {d^{2}L}{dz^{2}}}+k_{z}^{2}L=0\ \ \ \ \ \ (14)}
{\displaystyle \triangledown _{t}^{2}T+k_{t}^{2}T=0\ \ \ \ \ \ (15)}
essendo kz il numero d'onda nella direzione longitudinale,
{\displaystyle \triangledown _{t}^{2}=\triangledown ^{2}-{\frac {\partial ^{2}}{\partial z^{2}}}}   e   {\displaystyle k_{t}^{2}=k^{2}-k_{z}^{2}}  , avendosi in coordinate cartesiane:   {\displaystyle k_{t}^{2}=k_{x}^{2}+k_{y}^{2}=k_{x}^{2}+\left({\frac {m\pi }{a}}\right)^{2}}  .
L'equazione (14) ammette un integrale generale del tipo (per il caso di interesse kz ≠ 0): 
{\displaystyle L(z)=L_{o}^{\dotplus }e^{-jk_{z}z}+L_{o}^{-}e^{jk_{z}z}\ \ \ \ \ \ \ (16)}
Si tratta della sovrapposizione di un'onda diretta, che per kz reale si propaga nel verso positivo delle z, e di un'onda riflessa, che si propaga nel verso negativo. Ipotizzando la presenza della sola onda progressiva si ha, dunque, che la dipendenza longitudinale dei campi è del tipo {\displaystyle e^{-jk_{z}z}}   , dove il numero d'onda kz (come del resto il ky) dev'essere lo stesso sia nel dielettrico che nell'aria, per la condizione di continuità delle componenti tangenziali del campo elettromagnetico. Il kz deve inoltre essere lo stesso sia per il campo TM che per il campo TE.
Separando ulteriormente le variabili, e ponendo T(x, y) = X(x) Y(y), si ottengono dalla (15) le due equazioni: 
{\displaystyle {\frac {d^{2}X}{dx^{2}}}+k_{x}^{2}X=0\ \ \ \ \ \ \ (17)}
{\displaystyle {\frac {d^{2}Y}{dy^{2}}}+k_{y}^{2}Y=0\ \ \ \ \ \ \ \ (18)}
Per la  (18), vista la condizione al contorno al finito imposta dalla presenza dei piatti metallici (supposti perfettamente conduttori) per y = 0 e  per y = a , si sceglie per l'integrale generale una forma del tipo a onda stazionaria:
{\displaystyle Y(y)=C_{1}\cos(k_{y}y)+C_{2}\sin(k_{y}y)}
Per i campi TM la condizione al contorno sulla funzione T è del tipo di Dirichlet, ossia T=0 per y=0 e y=a. Imponendola si ricava C1= 0 e    {\displaystyle k_{y}={\frac {m\pi }{a}}}       (m = 1, 2, 3, ...), per cui la dipendenza da y è del tipo {\displaystyle \sin \left({\frac {m\pi }{a}}y\right)}    .
Invece per i campi TE la condizione è del tipo di Neumann, ossia   {\displaystyle {\frac {\partial T}{\partial n}}=0}     per y = 0 e y=a, essendo n la direzione normale alla parete conduttrice, in questo caso la direzione y. Pertanto nel caso dei TE si ricava C2 = 0 e ancora   {\displaystyle k_{y}={\frac {m\pi }{a}}y}     (m = 0, 1, 2, 3, ...), per cui ora la dipendenza da y è del tipo  {\displaystyle \cos \left({\frac {m\pi }{a}}y\right)}    .
Per quanto riguarda invece l'equazione (17), scegliamo per l'integrale generale la forma:
{\displaystyle X(x)=C_{3}e^{-jk_{x}x}+C_{4}e^{jk_{x}x}}
Si tratta ora di particolarizzare le espressioni per le due regioni, in ciascuna delle quali consideriamo la sovrapposizione di un campo TM e di uno TE.
Con riferimento alla Fig. 1 si avranno per la funzione trasversale nella regione dielettrica, ossia per  -w < x < w , le espressioni:
{\displaystyle T_{\varepsilon }^{TM}=\sin \left({\frac {m\pi }{a}}y\right)\cdot (Ae^{-jk_{x\varepsilon }x}+Be^{jk_{x\varepsilon }x})\ \ \ \ \ m=0,1,2,\dots \ \ \ \ \ \ (19)}
{\displaystyle T_{\varepsilon }^{TE}=\cos \left({\frac {m\pi }{a}}y\right)\cdot (Ce^{-jk_{x\varepsilon }x}+De^{jk_{x\varepsilon }x})\ \ \ \ \ \ m=1,2,3,\dots \ \ \ \ (20)}
essendo:
{\displaystyle k_{x\varepsilon }=k_{o}{\sqrt {\varepsilon _{r}-\left({\frac {m\pi }{k_{o}a}}\right)^{2}-\left({\frac {k_{z}}{k_{o}}}\right)^{2}}}\ \ \ \ (21)}
Nella regione d'aria sulla destra  (x > w)  si avrà invece:
{\displaystyle T_{o+}^{TM}=E\sin \left({\frac {m\pi }{a}}y\right)e^{-jk_{xo}(x-w)}\ \ \ \ (22)}
{\displaystyle T_{o+}^{TE}=F\cos \left({\frac {m\pi }{a}}y\right)e^{-jk_{xo}(x-w)}\ \ \ \ \ \ \ \ \ (23)}
ove si è scelto l'esponenziale immaginario negativo essendo la regione indefinita per valori positivi di x. Il pedice + indica la regione destra.
Infine nella regione d'aria sulla sinistra  (x < w)  si avrà:
{\displaystyle T_{o-}^{TM}=G\sin \left({\frac {m\pi }{a}}y\right)e^{jk_{xo}(x+w)}\ \ \ \ \ \ \ (24)}
{\displaystyle T_{o-}^{TE}=H\cos \left({\frac {m\pi }{a}}y\right)e^{jk_{xo}(x-w)}\ \ \ \ \ \ \ \ (25)}
avendo indicato ora con un pedice - la regione d'interesse, e avendo scelto l'esponenziale immaginario positivo essendo la regione indefinita per valori negativi di x. Nelle regioni d'aria si ha:
{\displaystyle k_{xo}=k_{o}{\sqrt {1-\left({\frac {m\pi }{k_{o}a}}\right)^{2}-\left({\frac {k_{z}}{k_{o}}}\right)^{2}}}\ \ \ \ \ \ \ (26)}
Si hanno dunque le otto costanti A, B, C, D, E, F, G, H da determinare, e le condizioni di continuità sono anche otto, ossia la continuità delle componenti tangenziali Ey, Ez, Hy, Hz  del campo elettromagnetico per x = w e per x = - w.
È necessario allo scopo esplicitare le espressioni per le componenti del campo elettromagnetico, ottenuto come sovrapposizione dei due campi TM e TE.
Si riportano le relazioni finali nella generica regione:
{\displaystyle E_{x}={\frac {1}{j\omega \varepsilon }}{\frac {\mathrm {dL} }{\mathrm {d} z}}{\frac {\partial T}{\partial x}}^{TM}-L{\frac {\partial T}{\partial y}}^{TE}={\frac {-k_{z}}{\omega \varepsilon }}L{\frac {\partial T}{\partial x}}^{TM}-L{\frac {\partial T}{\partial y}}^{TE}\ \ \ \ \ \ \ (27)}
{\displaystyle E_{y}={\frac {1}{j\omega \varepsilon }}{\frac {\mathrm {dL} }{\mathrm {d} z}}{\frac {\partial T}{\partial y}}^{TM}-L{\frac {\partial T}{\partial x}}^{TE}={\frac {-k_{z}}{\omega \varepsilon }}L{\frac {\partial T}{\partial y}}^{TM}-L{\frac {\partial T}{\partial x}}^{TE}\ \ \ \ \ \ (28)}
{\displaystyle E_{z}={\frac {k_{t}^{2}}{j\omega \varepsilon }}L\ T^{TM}={\frac {k^{2}-k_{z}^{2}}{j\omega \varepsilon }}L\ T^{TM}\ \ \ \ \ \ \ (29)}
{\displaystyle H_{x}=L{\frac {\partial T}{\partial y}}^{TM}+{\frac {1}{j\omega \mu }}{\frac {\mathrm {dL} }{\mathrm {d} z}}{\frac {\partial T}{\partial x}}^{TE}=L{\frac {\partial T}{\partial y}}^{TM}-{\frac {k_{z}}{\omega \mu }}L{\frac {\partial T}{\partial x}}^{TE}\ \ \ \ \ (30)}
{\displaystyle H_{y}=-L{\frac {\partial T}{\partial x}}^{TM}+{\frac {1}{j\omega \mu }}{\frac {\mathrm {dL} }{\mathrm {d} z}}{\frac {\partial T}{\partial y}}^{TE}=-L{\frac {\partial T}{\partial x}}^{TM}-{\frac {k_{z}}{\omega \mu }}L{\frac {\partial T}{\partial y}}^{TE}\ \ \ \ (31)}
{\displaystyle H_{z}={\frac {k_{t}^{2}}{j\omega \mu }}L\ T^{TE}={\frac {k^{2}-k_{z}^{2}}{j\omega \mu }}L\ T^{TE}\ \ \ \ (32)}
È possibile ora imporre le condizioni di continuità sulla generica interfaccia. Si ottiene nell'ordine:
{\displaystyle -{\frac {k_{z}}{\omega \varepsilon _{o}}}{\frac {\partial T_{o}}{\partial y}}^{TM}+{\frac {\partial T_{o}}{\partial x}}^{TE}=-{\frac {k_{z}}{\omega \varepsilon _{o}\varepsilon _{r}}}{\frac {\partial T_{\varepsilon }}{\partial y}}^{TM}+{\frac {\partial T_{\varepsilon }}{\partial x}}^{TE}}
{\displaystyle {\frac {k_{o}^{2}-k_{z}^{2}}{j\omega \varepsilon _{o}}}\ T_{o}^{TM}={\frac {k_{o}^{2}\varepsilon _{r}-k_{z}^{2}}{j\omega \varepsilon _{r}\varepsilon _{o}}}T_{\varepsilon }^{TM}}
{\displaystyle -{\frac {\partial T_{o}}{\partial x}}^{TM}-{\frac {k_{z}}{\omega \mu }}{\frac {\partial T_{o}}{\partial y}}^{TE}=-{\frac {\partial T_{\varepsilon }}{\partial x}}^{TM}-{\frac {k_{z}}{\omega \mu }}{\frac {\partial T_{\varepsilon }}{\partial y}}^{TE}}
{\displaystyle {\frac {k_{o}^{2}-k_{z}^{2}}{j\omega \mu }}\ T_{o}^{TE}={\frac {k_{o}^{2}\varepsilon _{r}-k_{z}^{2}}{j\omega \mu }}^{TE}}
ove i primi membri si riferiscono all'aria, i secondi membri al dielettrico.
Occorre a questo punto inserire le espressioni esplicite per le funzioni T, vale a dire le formule (19), (20) e (22)-(25).
Imponendo le quattro condizioni di continuità per x=w si possono esprimere le costanti E ed F in termini di A, B, C, D, le quali restano legate da due relazioni. Passando poi all'interfaccia x=-w si possono eliminare le costanti G ed H, e restano altre due relazioni.
È possibile adesso ricavare le espressioni delle componenti del campo elettromagnetico nella struttura in termini di A, B, C, D. Si riportano i risultati ottenuti.
Nel dielettrico (-w < x < w) si ha:
{\displaystyle E_{x}=\left[j{\frac {k_{x\varepsilon }k_{z}}{\omega \varepsilon _{o}\varepsilon _{r}}}(Ae^{-jk_{x\varepsilon }x}-Be^{jk_{x\varepsilon }x})+{\frac {m\pi }{a}}(Ce^{-jk_{x\varepsilon }x}+De^{jk_{x\varepsilon }x})\right]\sin \left({\frac {m\pi }{a}}y\right)e^{-jk_{z}z}\ \ \ \ \ \ (33)}
{\displaystyle E_{y}=\left[-{\frac {k_{z}}{\omega \varepsilon _{o}\varepsilon _{r}}}{\frac {m\pi }{a}}(Ae^{-jk_{x\varepsilon }x}+Be^{jk_{x\varepsilon }x})-jk_{x\varepsilon }(Ce^{-jk_{x\varepsilon }x}-De^{jk_{x\varepsilon }x})\right]\cos \left({\frac {m\pi }{a}}y\right)e^{-jk_{z}z}\ \ \ \ \ \ \ (34)}
{\displaystyle E_{z}={\frac {k_{o}^{2}\varepsilon _{r}-k_{z}^{2}}{j\omega \varepsilon _{o}\varepsilon _{r}}}(Ae^{-jk_{x\varepsilon }x}-Be^{jk_{x\varepsilon }x})\sin \left({\frac {m\pi }{a}}y\right)e^{-jk_{z}z}\ \ \ \ \ \ (35)}
{\displaystyle H_{x}=\left[{\frac {m\pi }{a}}(Ae^{-jk_{x\varepsilon }x}+Be^{jk_{x\varepsilon }x})+j{\frac {k_{x\varepsilon }k_{z}}{\omega \mu }}(Ce^{-jk_{x\varepsilon }x}-De^{jk_{x\varepsilon }x})\right]\cos \left({\frac {m\pi }{a}}y\right)e^{-jk_{z}z}\ \ \ \ \ \ \ (36)}
{\displaystyle H_{y}=\left[jk_{x\varepsilon }(Ae^{-jk_{x\varepsilon }x}-Be^{jk_{x\varepsilon }x})+{\frac {k_{z}}{\omega \mu }}{\frac {m\pi }{a}}(Ce^{-jk_{x\varepsilon }x}+De^{jk_{x\varepsilon }x})\right]\sin \left({\frac {m\pi }{a}}y\right)e^{-jk_{z}z}\ \ \ \ \ \ \ (37)}
{\displaystyle H_{z}={\frac {k_{o}^{2}\varepsilon _{r}-k_{z}^{2}}{j\omega \mu }}(Ce^{-jk_{x\varepsilon }x}+De^{jk_{x\varepsilon }x})\cos \left({\frac {m\pi }{a}}y\right)e^{-jk_{z}z}\ \ \ \ \ \ \ \ \ \ \ (38)}
Nella regione di aria a destra  (x > w)  si ha:
{\displaystyle E_{x}={\frac {k_{o}^{2}\varepsilon _{r}-k_{z}^{2}}{k_{o}^{2}-k_{z}^{2}}}[{\frac {jk_{xo}k_{z}}{\omega \varepsilon _{o}\varepsilon _{r}}}(A\ e^{-jk_{x\varepsilon }w}+B\ e^{jk_{x\varepsilon }w})+{\frac {m\pi }{a}}(C\ e^{-jk_{x\varepsilon }w}+D\ e^{jk_{x\varepsilon }w})]e^{-jk_{xo}(x-w)}\sin({\frac {m\pi }{a}}y)e^{-jk_{z}z}\ \ \ \ \ \ \ \ (39)}
{\displaystyle E_{y}={\frac {k_{o}^{2}\varepsilon _{r}-k_{z}^{2}}{k_{o}^{2}-k_{z}^{2}}}[-{\frac {k_{z}}{\omega \varepsilon _{o}\varepsilon _{r}}}{\frac {m\pi }{a}}(A\ e^{-jk_{x\varepsilon }w}+B\ e^{jk_{x\varepsilon }w})-jk_{xo}(C\ e^{-jk_{x\varepsilon }w}+D\ e^{jk_{x\varepsilon }w})]e^{-jk_{xo}(x-w)}\cos({\frac {m\pi }{a}}y)e^{-jk_{z}z}\ \ \ \ \ \ (40)}
{\displaystyle E_{z}={\frac {k_{o}^{2}\varepsilon _{r}-k_{z}^{2}}{j\omega \varepsilon _{o}\varepsilon _{r}}}(A\ e^{-jk_{x\varepsilon }w}+B\ e^{jk_{x\varepsilon }w})e^{-jk_{xo}(x-w)}\sin({\frac {m\pi }{a}}y)e^{-jk_{z}z}\ \ \ \ \ (41)}
{\displaystyle H_{x}={\frac {k_{o}^{2}\varepsilon _{r}-k_{z}^{2}}{k_{o}^{2}-k_{z}^{2}}}[{\frac {m\pi }{a}}{\frac {1}{\varepsilon _{r}}}(A\ e^{-jk_{x\varepsilon }w}+B\ e^{jk_{x\varepsilon }w})+{\frac {jk_{xo}k_{z}}{\omega \mu }}(C\ e^{-jk_{x\varepsilon }w}+D\ e^{jk_{x\varepsilon }w})]e^{-jk_{xo}(x-w)}\cos({\frac {m\pi }{a}}y)e^{-jk_{z}z}\ \ \ \ \ \ \ (42)}
{\displaystyle H_{y}={\frac {k_{o}^{2}\varepsilon _{r}-k_{z}^{2}}{k_{o}^{2}-k_{z}^{2}}}[j{\frac {k_{xo}}{\varepsilon _{r}}}(A\ e^{-jk_{x\varepsilon }w}+B\ e^{jk_{x\varepsilon }w})+{\frac {k_{z}}{\omega \mu }}{\frac {m\pi }{a}}(C\ e^{-jk_{x\varepsilon }w}+D\ e^{jk_{x\varepsilon }w})]e^{-jk_{xo}(x-w)}\sin({\frac {m\pi }{a}}y)e^{-jk_{z}z}\ \ \ \ \ \ (43)}
{\displaystyle H_{z}={\frac {k_{o}^{2}\varepsilon _{r}-k_{z}^{2}}{j\omega \mu }}(C\ e^{-jk_{x\varepsilon }w}+D\ e^{jk_{x\varepsilon }w})e^{-jk_{xo}(x-w)}\cos({\frac {m\pi }{a}}y)e^{-jk_{z}z}\ \ \ \ \ (44)}
Infine nella regione di aria a sinistra  (x < -w)  si ha:
{\displaystyle E_{x}={\frac {k_{o}^{2}\varepsilon _{r}-k_{z}^{2}}{k_{o}^{2}-k_{z}^{2}}}[{\frac {-jk_{xo}k_{z}}{\omega \varepsilon _{o}\varepsilon _{r}}}(A\ e^{jk_{x\varepsilon }w}+B\ e^{-jk_{x\varepsilon }w})+{\frac {m\pi }{a}}(C\ e^{jk_{x\varepsilon }w}+D\ e^{-jk_{x\varepsilon }w})]e^{jk_{xo}(x+w)}\sin({\frac {m\pi }{a}}y)e^{-jk_{z}z}\ \ \ \ \ \ \ \ (45)}
{\displaystyle E_{y}={\frac {k_{o}^{2}\varepsilon _{r}-k_{z}^{2}}{k_{o}^{2}-k_{z}^{2}}}[-{\frac {k_{z}}{\omega \varepsilon _{o}\varepsilon _{r}}}{\frac {m\pi }{a}}(A\ e^{jk_{x\varepsilon }w}+B\ e^{-jk_{x\varepsilon }w})-jk_{xo}(C\ e^{jk_{x\varepsilon }w}+D\ e^{-jk_{x\varepsilon }w})]e^{jk_{xo}(x+w)}\cos({\frac {m\pi }{a}}y)e^{-jk_{z}z}\ \ \ \ \ \ (46)}
{\displaystyle E_{z}={\frac {k_{o}^{2}\varepsilon _{r}-k_{z}^{2}}{j\omega \varepsilon _{o}\varepsilon _{r}}}(A\ e^{jk_{x\varepsilon }w}+B\ e^{-jk_{x\varepsilon }w})e^{-jk_{xo}(x+w)}\sin({\frac {m\pi }{a}}y)e^{-jk_{z}z}\ \ \ \ \ (47)}
{\displaystyle H_{x}={\frac {k_{o}^{2}\varepsilon _{r}-k_{z}^{2}}{k_{o}^{2}-k_{z}^{2}}}[{\frac {m\pi }{a}}{\frac {1}{\varepsilon _{r}}}(A\ e^{jk_{x\varepsilon }w}+B\ e^{-jk_{x\varepsilon }w})-{\frac {jk_{xo}k_{z}}{\omega \mu }}(C\ e^{jk_{x\varepsilon }w}+D\ e^{-jk_{x\varepsilon }w})]e^{jk_{x0}(x+w)}\cos({\frac {m\pi }{a}}y)e^{-jk_{z}z}\ \ \ \ \ \ \ (48)}
{\displaystyle H_{y}={\frac {k_{o}^{2}\varepsilon _{r}-k_{z}^{2}}{k_{o}^{2}-k_{z}^{2}}}[-j{\frac {k_{xo}}{\varepsilon _{r}}}(A\ e^{jk_{x\varepsilon }w}+B\ e^{-jk_{x\varepsilon }w})+{\frac {k_{z}}{\omega \mu }}{\frac {m\pi }{a}}(C\ e^{jk_{x\varepsilon }w}+D\ e^{-jk_{x\varepsilon }w})]e^{jk_{xo}(x+w)}\sin({\frac {m\pi }{a}}y)e^{-jk_{z}z}\ \ \ \ \ \ (49)}
{\displaystyle H_{z}={\frac {k_{o}^{2}\varepsilon _{r}-k_{z}^{2}}{j\omega \mu }}(C\ e^{jk_{x\varepsilon }w}+D\ e^{-jk_{x\varepsilon }w})e^{jk_{xo}(x+w)}\cos({\frac {m\pi }{a}}y)e^{-jk_{z}z}\ \ \ \ \ (50)}
Tali espressioni non sono fornite direttamente dal metodo della risonanza trasversa.
Si era ottenuto un sistema omogeneo di quattro equazioni nelle quattro incognite A, B, C, D. Si avranno soluzioni non banali se e solo se il determinante dei coefficienti si annulla. Imponendo tale condizione e utilizzando le (21) e (26) si ottiene l'equazione di dispersione che fornisce i possibili valori per la costante di propagazione longitudinale kz, per i vari modi.
L'equazione che si ottiene annullando il suddetto determinante è un'equazione del tutto generale, ossia fornisce tutte le possibili soluzioni per la struttura considerata, cioè tutti i possibili modi che si propagano nella direzione longitudinale z. Invece utilizzando il più immediato metodo della risonanza trasversa è necessario specificare se si cercano soluzioni di tipo TM oppure TE rispetto alla direzione trasversa x, in modo da poter utilizzare le espressioni note per le ammettenze caratteristiche nella linea di trasmissione equivalente.
Una volta ottenuta una soluzione per la costante di propagazione longitudinale kz , per assegnati valori dei parametri geometrici, della frequenza e dell'indice modale m, si ottiene un determinante costituito da elementi noti e si possono trovare i valori delle incognite A, B, C, D, definite ovviamente a meno di una costante moltiplicativa arbitraria, trattandosi di un problema omogeneo. È possibile infine calcolare le componenti del campo elettromagnetico nelle tre regioni della struttura per i vari modi.
Per ottenere le frequenze di taglio dei vari modi è sufficiente porre kz=0 nel determinante, con il che quest'ultimo si semplifica considerevolmente, e risolvere l'equazione rispetto alla frequenza.
Un'analisi più semplice, sempre sviluppando il campo come sovrapposizione di modi, si può ottenere tenendo conto dell'orientazione del campo elettrico per il modo desiderato, e bisezionando quindi la struttura con una parete perfettamente conduttrice, come è stato fatto in Fig. 3. In questo caso si hanno soltanto due regioni, si hanno da determinare sei costanti, e le condizioni a disposizione sono anche sei (continuità di Ey, Ez, Hy, Hz per x = w e annullamento di Ey, Ez per x = 0).
È da notare che l'equazione di dispersione che si ottiene risulta fattorizzabile nel prodotto di due espressioni, che coincidono singolarmente con le equazioni di dispersione per i modi TM rispetto a x e TE rispetto a x. L'insieme delle soluzioni è dunque costituito da queste due classi.

## Riferimenti
[1]	T. Yoneyama, S. Nishida, "Non radiative dielectric waveguide for millimeter-wave integrated circuits", IEEE Trans. Microwave Theory Tech., vol. MTT-29, pp. 1188-1192, Nov. 1981.
[2]	F. J. Tischer, "A waveguide structure with low losses", Arch. Elekt. Ubertragung, 1953, vol. 7, p. 592.
[3]	F. J. Tischer, "Properties of the H-guide at microwave and millimetre-wave regions", Proc. IEE, 1959, 106 B, Suppl. 13, p. 47.
[4]	A. A. Oliner, S. T. Peng, K. M. Sheng, "Leakage from a gap in NRD guide", Digest 1985 IEEE MTT-S, pp. 619-622.
[5]	R. E. Collin, F. J. Zucker, ed., "Antenna theory", McGraw-Hill, New York, 1969.